# Amanda Detmer
Amanda Jeannette Detmer (Chico, Califórnia, 27 de Setembro de 1971) é uma atriz estadunidense, mais conhecida por seu trabalho na série de televisão What about Brian, como Deena Greco. 
Detmer fez sua estréia na televisão em 1995, no telefilme Stolen Innocence, e no cinema, sua estréia foi no filme Drop Dead Gorgeous como Miss Minneapolis. Ela também fez aparições notáveis nos filmes The Majestic, Final Destination, Big Fat Liar e Evil Woman (que também tem o nome de Saving Silverman).

## Filmografia

### Filmes
| Ano  | Título                    | Papel                  | Notas          |
| ---- | ------------------------- | ---------------------- | -------------- |
| 1995 | Stolen Innocence          | Dannie Baldwin         | Telefilme      |
| 1999 | Drop Dead Gorgeous        | Miss Minneapolis       |                |
| 1999 | A Little Inside           | Sarah Parker           |                |
| 2000 | Final Destination         | Terry Chaney           |                |
| 2000 | Boys and Girls            | Amy                    |                |
| 2001 | Evil Woman                | Sandy Perkis           |                |
| 2001 | The Majestic              | Sandra Sinclair        |                |
| 2002 | Big Fat Liar              | Monty Kirkham          |                |
| 2002 | Last Seen                 | Jennifer Langson       |                |
| 2002 | Kiss the Bride            | Danisa 'Danni' Sposato |                |
| 2003 | All Grown Up!             |                        | Telefilme      |
| 2003 | Patching Cabbage          | Rhonda                 | Curta-metragem |
| 2003 | Picking Up & Dropping Off | Jane                   | Telefilme      |
| 2004 | Weekends                  | Carolyn McIntyre       | Telefilme      |
| 2004 | Portrait                  | Esther                 | Curta-metragem |
| 2005 | Lucky 13                  | Amy                    |                |
| 2005 | Alone in a Crowd          |                        | Curta-metragem |
| 2005 | Extreme Dating            | Lindsay Culver         |                |
| 2006 | Final Move                | Amy Marlowe            |                |
| 2006 | Jam                       | Amy Lockhart           |                |
| 2006 | You, Me and Dupree        | Annie                  |                |
| 2006 | Proof of Lies             | Christine Hartley      | Telefilme      |
| 2007 | 1321 Clover               | Sharon Tuttle          | Telefilme      |
| 2007 | Making It Legal           |                        | Telefilme      |
| 2008 | Single with Parents       | Sasha                  | Telefilme      |
| 2008 | American Crude            | Olivia                 |                |
| 2008 | AmericanEast              | Kate                   |                |
| 2011 | Shape                     | Joi                    | Curta-metragem |
| 2012 | For Spacious Sky          | Meg                    | Curta-metragem |

### Televisão
| Ano  | Título                       | Papel             | Notas                                         |
| ---- | ---------------------------- | ----------------- | --------------------------------------------- |
| 1999 | To Serve and Protect         | Tyler Harris-Carr | 2 episódios                                   |
| 1999 | Ryan Caulfield: Year One     | Casey             | 2 episódios                                   |
| 2000 | M.Y.O.B.                     | Lisa Overbeck     | 4 episódios                                   |
| 2003 | A.U.S.A.                     | Susan Rakoff      | 8 episódios                                   |
| 2003 | Sue Thomas: F.B.Eye          | Wendy Stack       | Episódio: "The Fugitive"                      |
| 2003 | Miss Match                   | Gabrielle Davis   | Episódio: "I Got You Babe"                    |
| 2004 | CSI: Miami                   | Sra. Mancini      | Episódio: "Murder in a Flash"                 |
| 2006 | What about Brian             | Deena Greco       | 24 episódios (2006–2007)                      |
| 2007 | Law & Order: Criminal Intent | Tammy Mills       | Episódio: "Lonelyville"                       |
| 2008 | Psych                        | Ciaobella         | Episódio: "Black and Tan: A Crime of Fashion" |
| 2009 | Medium                       | Sarah             | Episódio: "All in the Family"                 |
| 2009 | Private Practice             | Morgan Gellman    | 5 episódios                                   |
| 2010 | The Vampire Diaries          | Trudie Peterson   | Episódio: "A Few Good Men"                    |
| 2011 | Man Up                       | Bridgette Hayden  | 13 episódios (2011–2012)                      |
| 2011 | Necessary Roughness          | Jeanette          | 11 episódios (2011–2013)                      |
| 2012 | The Exes                     | Jill              | Episódio: "Sister Act"                        |
| 2012 | The Mentalist                | Nicola Karlsen    | Episódio: "The Crimson Ticket"                |
| 2013 | Two and a Half Men           | Meghan            | Episódio: "My Bodacious Vidalia"              |